# آمیب (سیستم‌عامل)
آمیب (انگلیسی: Amoeba) یک سیستم عامل توزیع شده است که تهیه وتوزیع آن در دانشگاه vrije آمستردام صورت گرفت و آخرین نسخه آن (۵٫۳) مربوط به سال ۱۹۹۶ بوده و هم‌اکنون دیگر توسعه نمی‌یابد.
هدف این سیستم عامل استفاده از «استخر» ی از کامپیوترها به عنوان یک کامپیوتر واحد است که سرعت پردازش را بالا می‌برد. این سیستم عامل سازگار با POSIX طراحی شده که این سیستم عامل را قادر به اجرای برنامه‌های سیستم عامل یونیکس نیز می‌کند.
زبان برنامه‌نویسی پایتون نیز ابتدا توسط خودو فان روسوم برای این سیستم عامل طراحی شده بود.